# Woestduinkerk
De Woestduinkerk, sinds 1996 genoemd Jacobuskapel, was een kerkgebouw aan de Woestduinstraat in de Hoofddorppleinbuurt in Amsterdam.

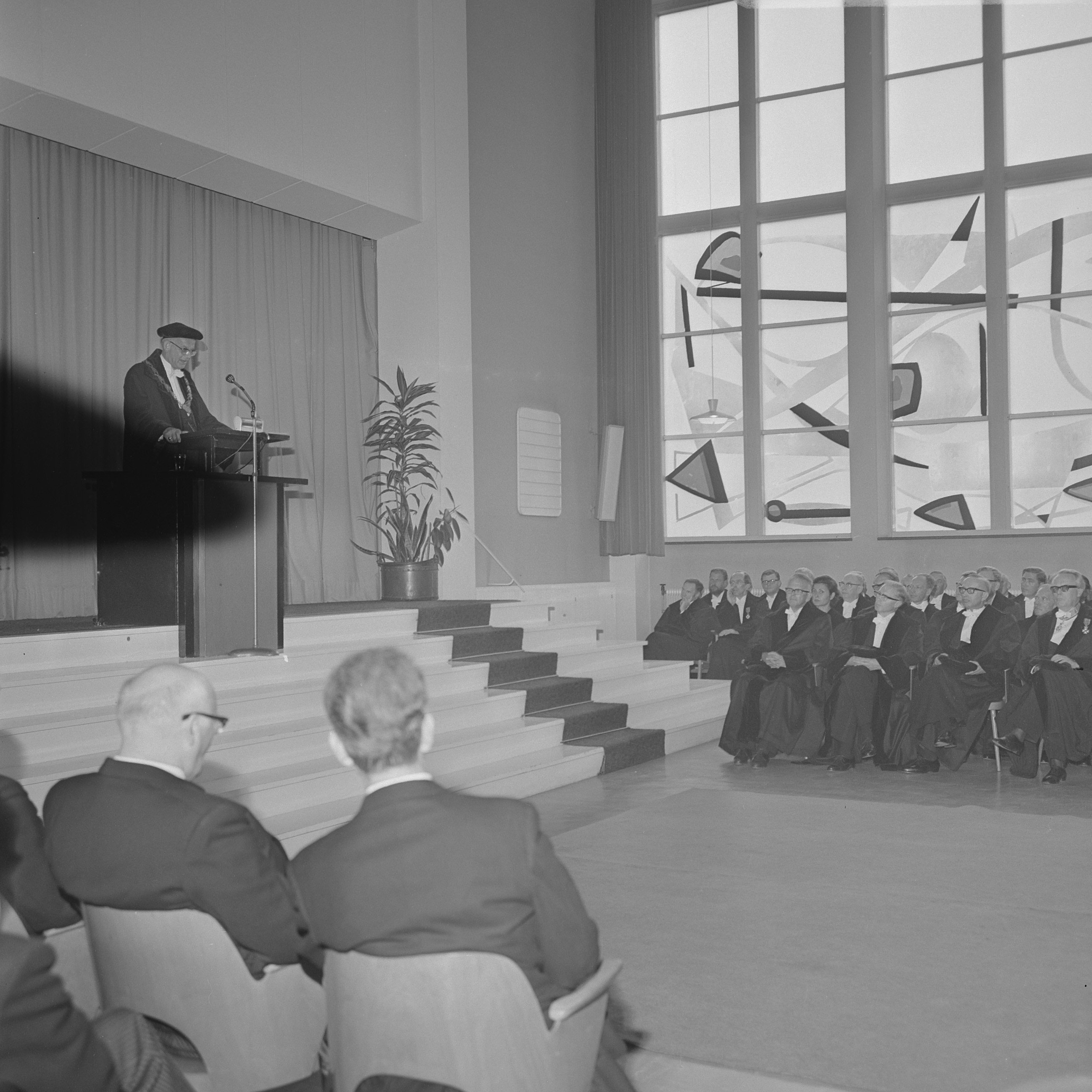
De kerkzaal, gebruikt in september 1969 voor de opening van het academisch jaar van de Vrije Universiteit

De kerk is in 1955, naar ontwerp van A. Meijer en J.H. van der Zee, als Woestduinkerk gebouwd voor de Gereformeerde Kerk (GKN) (van Amsterdam-Zuid). In hetzelfde gebouw bevond zich ook een zalencentrum, het Woestduincentrum. De kerk is ook in de periode 1956-1973 gehuurd als aula door de Vrije Universiteit (Amsterdam) voor promotieplechtigheden en dergelijke, totdat het hoofdgebouw van de VU aan de De Boelelaan in Buitenveldert in gebruik werd genomen.
Nadat de gereformeerde wijkgemeente van de Woestduinkerk was gaan samenwerken met de Hervormde wijkgemeente van de Pro Regekapel (uit 1939-'40, architect George Hamerpagt) in de nabije Andreas Schelfhoutstraat, werd de Woestduinkerk verbouwd (1995-'96) en hernoemd tot Jacobuskapel en werd de Pro Regekapel gesloten.
De gereformeerde en hervormde kerk gingen in 2004 op in de Protestantse Kerk in Nederland (PKN), waarbij de Jacobuskapel een van de wijkkerken werd van de PKN-gemeente Amsterdam.
Vervolgens ging deze PKN-wijkgemeente samenwerken met die van De Ark in Slotervaart (Amsterdam Nieuw-West) (onder de benaming "Regenbooggemeente") en verliet zij dit gebouw in oktober 2010.
De Jacobuskapel werd nog tot voorjaar 2014 gebruikt door de Gereja Bethel Indonesia Mawar Saron, een pinkstergemeente.
Eind september 2014 werd het gebouw gesloopt. Op het terrein werden daarna woningen gebouwd.

## Kerkorgel
In de kerk bevond zich een orgel van Dirk Flentrop uit 1956 dat in februari 1957 in gebruik werd genomen.
Het orgel is in 2014 gekocht door een rooms-katholieke parochie (Aniela Salawa) in Krakau in Polen en is daar in 2015 geplaatst.

## Akoestiek
De oorspronkelijke kerkzaal van de Woestduinkerk had een goede akoestiek. Er zijn muziekuitvoeringen geweest en er zijn verscheidene platen opgenomen. Zo is er in 1967 een lp van de Amsterdamse Politiekapel opgenomen door de GTB-studio van Gé Bakker.

## Trivia
De theoloog Herman Wiersinga, die hier zijn feest hield na zijn geruchtmakende promotie in januari 1971, noemde de kerk daarna "een smakeloze naoorlogse gereformeerde kerk" en "treurige entourage".